# Arsínoe (Creta)
Arsínoe (em grego: Ἀρσινόη) foi uma antiga cidade de Creta, Grécia, ligada a Licto, adjacente (alguns autores falam em sobreposta) à antiga cidade de Ritimna (em grego: Ριθυμνα; Rhithymna), a antecessora da moderna Retimno.
Berkelius que o texto foi corrompido e que em vez de Λύκτου (Lýktou; Licto) se deve ler Λυκίας (Lykías; Lícia). A sua identificação com Ritimna foi primeiro proposta por Joseph Hilarius Eckhel (1737–1798). Em 1968 Georges Le Rider descobriu provas numismáticas de que a cidade de Ritimna foi refundada em alguma época do século III ou II a.C. como Arsínoe. Essas provas baseiam-se numa série de moedas com nomes de cada uma das cidades bem como o facto das moedas de Arsínoe serem encontradas em volta de Ritimna. A data de refundação e incerta, mas Le Rider coloca-a no reinado de Ptolemeu Filómetor (180–145 a.C.).
Roger S. Bagnall observou que esta Arsínoe pode ser a mesma que aparece como uma cidade cretense num inscrição magnésia de 200 a.C. (I. Magn. 21 8). Segundo Bagnall, Ritimna voltou a ter o nome original no tempo das listas de Theorodoktoi de Delfos do início do século II a.C.
Segundo Le Rider, que se baseou nos relatos de Estêvão de Bizâncio (século VI), há ainda a possibilidade da Arsínoe de Creta ser noutro local. A cidade foi batizada com o nome da esposa e irmã de Ptolemeu II, faraó do Egito, Arsínoe II (316–270 a.C.) Juntamente com Itanos, a cidade de Arsínoe foi controlada pelos Ptolemeus.